# Volkskammerverkiezingen 1981
De Volkskammerverkiezingen van 1981 vonden op 14 juni 1981 plaats in de Duitse Democratische Republiek. Het waren de achtste landelijke verkiezingen in de DDR.
Volgens de officiële opgave stemde 99,86% van de stemgerechtigden op de kieslijst van de door de communistische Socialistische Eenheidspartij van Duitsland (Sozialistische Einheitspartei Deutschlands, SED) gedomineerde Nationaal Front (Nationale Front, NF).

## Uitslag
| Partij/massaorganisatie                                                                    | zetels | naar partijlidmaatschap |
| ------------------------------------------------------------------------------------------ | ------ | ----------------------- |
| Socialistische Eenheidspartij van Duitsland (Sozialistische Einheidspartei Deutschlands)   | 127    | 276                     |
| Democratische Boerenpartij van Duitsland (Demokratische Bauernpartei Deutschlands)         | 52     | 52                      |
| Christelijk-Democratische Unie van Duitsland (Christlich-Demokratische Union Deutschlands) | 52     | 54                      |
| Liberaal-Democratische Partij van Duitsland (Liberal-Demokratische Partei Deutschlands)    | 52     | 53                      |
| Nationaal-Democratische Partij van Duitsland (National-Demokratische Partei Deutschlands)  | 52     | 53                      |
| Vrije Duitse Vakvereniging (Freier Deutscher Gewerkschaftsbund)                            | 68     | -                       |
| Democratische Vrouwenbond van Duitsland (Demokratischer Frauenbund Deutschlands)           | 35     | -                       |
| Vrije Duitse Jeugd (Freie Deutsche Jugend)                                                 | 40     | -                       |
| Cultuurbond (Kulturbund)                                                                   | 22     | -                       |
| Partijloos                                                                                 | -      | 12                      |
| Totaal                                                                                     | 500    | 500                     |

## Presidium
- Voorzitter van de Volkskammer
Horst Sindermann (SED)
- Plaatsvervanger van de voorzitter van de Volkskammer
Gerald Götting (CDUD)
- Leden van het Presidium voor zover bekend
Rudolf Agsten (LDPD)vanaf 1983
Wolfgang Heyl (CDUD)
Erich Mückenberger (SED)
Wilhelmine Schirmer-Pröscher (DFD)
Heinz Eichler (SED)
Karl-Heinz Schulmeister (Kulturbund)
Rudi Rothe (DBD)

## Fractievoorzitters
- SED: Erich Mückenberger
- DBD: Leonhard Helmschrott
- CDUD: Wolfgang Heyl
- LDPD: Rudolf Agsten
- NDPD: Siegfried Dallmann
- FDGB: Hans Jendretzky
- DFD: Katharina Kern
- FDJ: Günter Böhme
Hans-Joachim Willerding vanaf 1982
- Kulturbund: Karl-Heinz Schulmeister

## Verwijzing
1. ↑  Het gaat hier om het lidmaatschap van een partij van leden van de massaorganisaties van het NF